# Otatea
Otatea es un género de plantas que incluye a varias especies de bambúes leñosos distribuidos en México y Colombia.
Algunos autores lo incluyen en el género Sinarundinaria.

## Especies
- Otatea acuminata
- Otatea acuminatum
- Otatea aztecorum
- Otatea aztecotrum
- Otatea fimbriata
- Otatea glauca